# Nueva guía de Valladolid
La Nueva guía de Valladolid es una obra del bibliotecario y cronista Manuel Rubio y Borrás, publicada por primera vez en 1895.

## Descripción
| «Escrita para ilustrar, en su artística excursión, al que venga á visitar esta culta población. En la que se admiran tanto, con indecible embeleso, las obras de cal y canto como las de carne y hueso. Y si alguien llega á creer, que es mi afirmación quimera, que se dé al anochecer una vuelta por la Acera» —Francisco Manrique, en el prólogo en verso |

El autor de la guía, de más de cien páginas, se declara en las primeras páginas continuador de «la castiza y elegante pluma y el espíritu investigador de notables escritores» que «han dado como resultado la publicación de importantísimos trabajos históricos y literarios sobre la antigua corte de Castilla, obras todas dignas de figurar en la biblioteca del amante de las glorias de Valladolid». En la nueva guía, explica Rubio y Borrás, «se recopilan y sintetizan cuantos datos se contienen en las historias de Valladolid y se amplían con las modificaciones necesarias al estado actual de la población», a finales del siglo XIX. Salió del establecimiento tipográfico de Julián Torés, sito en la calle de la Sierpe, y se vendía por peseta y media. Archivero y bibliotecario, fue esta la primera de una serie de libros que escribió a forma de guía, entre los que se cuentan también Nueva guía de Burgos y su provincia (1901) y Guía del estudiante en Cataluña (1913).
Comienza con una guía administrativa con nombres de autoridades eclesiásticas, civiles, judiciales y militares, así como un nomenclátor de calles y plazuelas, servicios de ferrocarriles, correos y telégrafos e incluso tarifas de carruajes y tranvías. Sigue con una reseña geográfico-histórica de la ciudad de Valladolid y la descripción e historia de sus edificios y monumentos, acompañada de una guía comercial con anuncios de establecimientos, centros y corporaciones. «En la reseña histórica hemos sustituido la forma narrativa por los anales, anotando en cada año los sucesos de verdadera importancia, haciendo la separación de siglos y reinados», explica el autor. Entre otros datos relativos a la ciudad, se incluyen la situación, geología, higiene, meteorología, hidrografía y población.